# Periergates badeni
Periergates badeni là một loài bọ cánh cứng trong họ Cerambycidae.